# Laperousea blattifera
Laperousea blattifera is een spinnensoort in de taxonomische indeling van de hangmatspinnen (Linyphiidae).
Het dier behoort tot het geslacht Laperousea. De wetenschappelijke naam van de soort werd voor het eerst geldig gepubliceerd in 1887 door Arthur T. Urquhart..